# Aldanci (Krusevo)
Aldanci (macedónul: Алданци, albánul Alldançja) település Észak-Macedóniában, a Pelagonijai körzet Krusevói járásában. Lakosainak száma 417 fő (2002).

## Népesség
| Lakosok száma | 451  | 504  | 537  | 548  | 459  | 467  | 414  | 417  | 442  |
|               | 1948 | 1953 | 1961 | 1971 | 1981 | 1991 | 1994 | 2002 | 2021 |

- 2002-ben 417 lakosa volt, akik közül 397 albán, 14 macedón, 5 török és 1 egyéb.